# Dentalium javanum
Dentalium javanum är en blötdjursart som beskrevs av Sowerby 1860. Dentalium javanum ingår i släktet Dentalium och familjen Dentaliidae. Inga underarter finns listade i Catalogue of Life.